# Milwaukee River
Der Milwaukee River ist ein ca. 121 km langer Fluss im Staat Wisconsin.
Der Fluss entspringt im Fond du Lac County und fließt an Grafton vorbei in die Innenstadt von Milwaukee, wo er in den Michigansee mündet. Cedar Creek, Menomonee River und Kinnickinnic River sind die wichtigsten Nebenflüsse.

## Einzugsgebiet
Der Milwaukee River entwässert mehr als 2300 km² im Südosten von Wisconsin. Er gehört zum Einzugsgebiet des Michigansees, der über den Sankt-Lorenz-Strom in den Atlantik entwässert.
Zum Einzugsgebiet gehören Teile der Dodge, Fond du Lac, Milwaukee, Ozaukee, Sheboygan, Washington und Waukesha Counties.

## Geschichte
Das Gebiet des Milwaukee River war vor der europäischen Besiedlung von Indianern bewohnt. Jacques Marquette und Louis Jolliet fuhren vom Lake Michigan durch den Milwaukee River auf ihrem Weg zum Fox River und zum Mississippi River.
Zu Beginn des 19. Jahrhunderts wurden an den Ufern des Milwaukee and Kinnickinnic River drei Orte gegründet: Juneautown von Solomon Juneau, Walker’s Point von George H. Walker und Kilbourntown durch Byron Kilbourn. Der Streit über den Bau einer Brücke über den Milwaukee River war einer der Auslöser für den Zusammenschluss der drei Städte zur City of Milwaukee 1846.

## Fotos

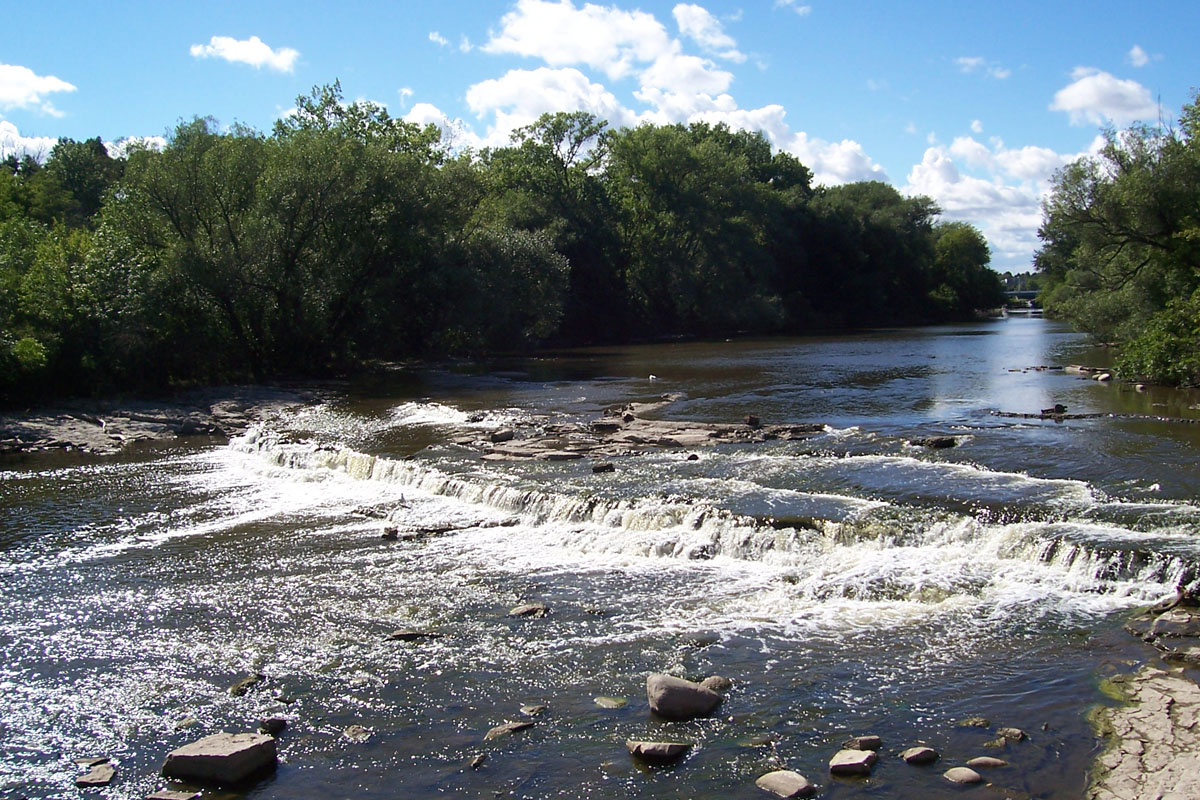
Ein Wasserfall des Milwaukee River
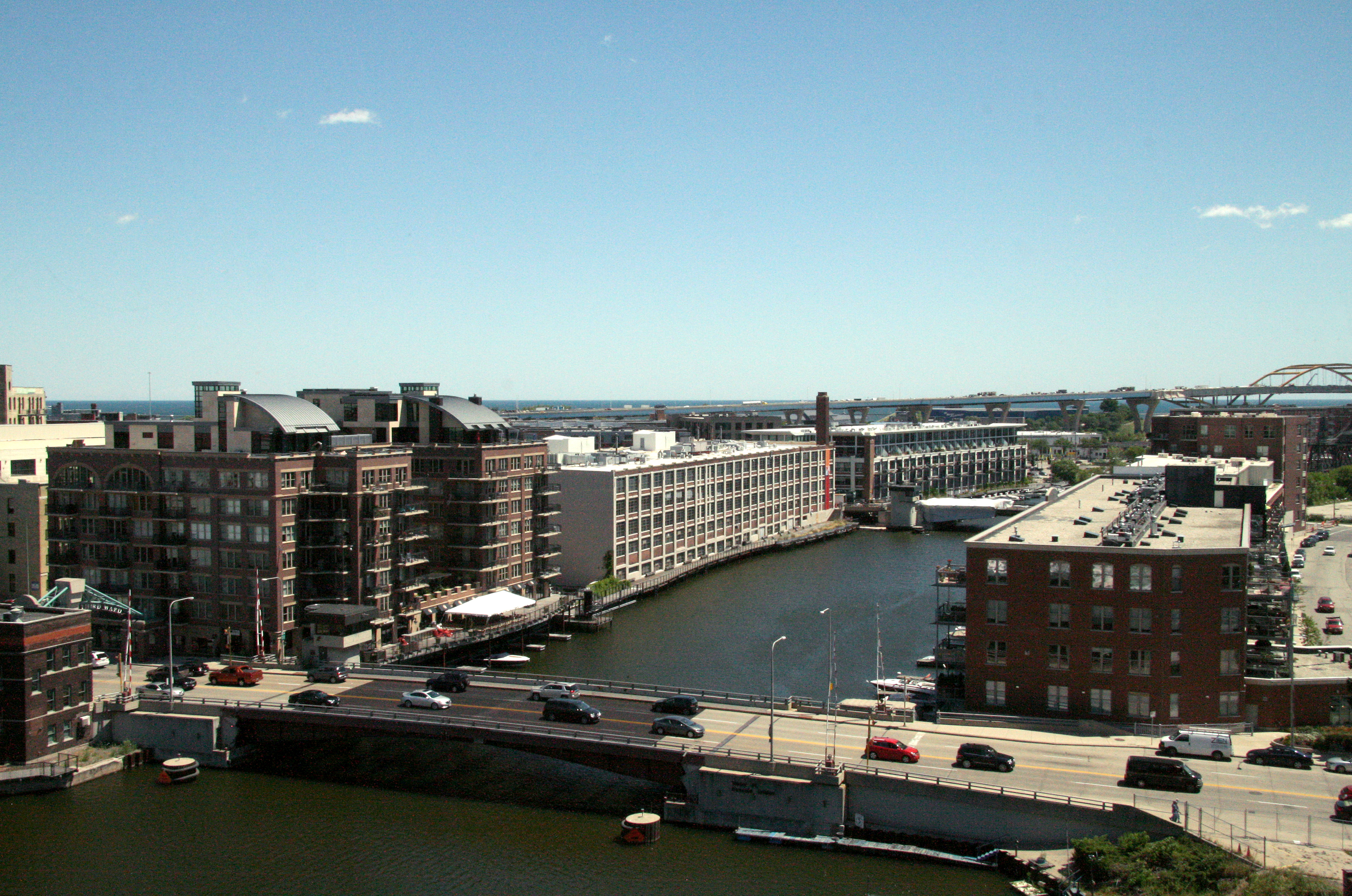
Kurz vor der Mündung in den Michigansee